# Tiexi Stadium
Tiexi Stadium – stadion wielofunkcyjny w Chinach, w mieście Shenyang, na którym w części piłkarskiej grał tamtejszy klub – Shenyang Zhongze. Mieści 30 000 widzów, zaś część gimnastyczna 4 000. Jego nawierzchnia jest naturalna, trawiasta. Został otwarty w 2008 roku.